# Pterosphaeridiaceae
Pterosphaeridiaceae, fosilna porodica zelenih algi dio reda Chlorodendrales. U rodu postoji šesnaest priznatih  vrsta u dva roda

## Rodovi
1. Dictyotidium Eisenack, 15
2. Pterosphaeridia K.Mädler, 1